# Кеннеди, Охене
Охене Кеннеди (англ. Ohene Kennedy; 28 апреля 1973, Аккра, Гана) — ганский футболист, нападающий. Участник летних Олимпийских игр 1996 года и Кубка африканских наций 2000 года.

## Биография
Охене Кеннеди родился 28 апреля 1973 года в ганском городе Аккра.

### Клубная карьера
Начал профессиональную карьеру в 1992 году в клубе чемпионата Ганы — «Эбусуа Дварфс». В сезоне 1992/93 стал Кеннеди забил 8 голов, отстав всего на 4 мяча от лучшего бомбардира Августина Ахинфула, а его команда бронзовым призёром турнира. В 1993 году перешёл в саудовскую команду «Ан-Наср» из города Эр-Рияд. В 1995 году стал лучшим бомбардиром Арабской лиги чемпионов, а в сезоне 1995/96 — лучшим бомбардиром чемпионата Саудовской Аравии, забив 15 голов.
С 1997 года по 2002 год являлся игроком турецкого «Анкарагюджю», где являлся игроком основного состава и сыграл в чемпионате Турции в 106 играх, забив при этом 38 голов. В сезоне 2002/03 был заявлен за «Аданаспор», однако в команде так и не сыграл. Завершил карьеру игрока в 2004 году в бангладешской команде «Дханмонди».

### Карьера в сборной
В составе национальной сборной Ганы выступал с 1994 года по 2000 год, проведя в составе сборной 7 игр. В июле 1994 года сыграл на Кубке Асикс, где Гана провела две игры против Японии.
В августе 1996 года главный тренер олимпийской сборной Ганы Сэм Ардай вызвал Охене на летние Олимпийские игры в Атланте. В команде он получил 13 номер. В своей группе ганцы заняли второе место, уступив Мексики, обогнав при этом Южную Корею и Италии. В четвертьфинале Гана уступила Бразилии (2:4). Кеннеди на турнире провёл всего один матч.
В начале 2000 года был заявлен для участия в Кубке африканских наций в Гане и Нигерии, где ганцы дошли до 1/4 финала. Кеннеди сыграл лишь в одной игре на турнире.

## Достижения
- Бронзовый призёр чемпионата Ганы (1): 1992/93
- Бронзовый призёр чемпионата Саудовской Аравии (1): 1995/96
- Лучший бомбардир чемпионата Саудовской Аравии (1): 1995/96